# Tomasz Szumski (nauczyciel)
Tomasz Szumski (ur. 1778 na Litwie, zm. 9 grudnia 1840 w Krotoszynie) – polski nauczyciel gimnazjalny, polonista, księgarz (według Marcelego Mottego właściciel najdawniejszej księgarni polskiej w Poznaniu, co nie było prawdą, gdyż do 1815 funkcjonowała księgarnia założona w 1761 przez Piotra Krzysztofowicza), autor podręczników do języka polskiego.

## Życiorys
Był synem Jana, polskiego oficera, który poległ w powstaniu kościuszkowskim w rejonie Warszawy. Z uwagi na sieroctwo i biedę od młodych lat ciężko pracował, m.in. jako robotnik i wędrowny aktor. W czasie swoich wędrówek dobrze opanował języki rosyjski, niemiecki i francuski, co pozwoliło mu z czasem podjąć pracę guwernera, który nauczał języków dzieci w zamożnych domach na terenie Rosji, Niemiec i Francji. Został protegowanym Radziwiłłów w Berlinie, gdzie dzięki ich wsparciu otrzymał posadę nauczyciela berlińskiej Akademii Wojskowej. W 1807 służył krótko w armii Księstwa Warszawskiego, ale tę służbę porzucił. Do lat 30. XIX wieku nauczał w poznańskim gimnazjum języka polskiego, niemieckiego i francuskiego. Od 1 grudnia 1809 do 1824 był w Poznaniu właścicielem księgarni połączonej z wypożyczalnią liczącą około 8000 tomów. Działała ona w domu kupca Hellinga na Starym Rynku 55. Oferował m.in. druki sprowadzane z zagranicy, jak również z pozostałych zaborów (Warszawa, Wilno, Kraków). Regularnie wydawał katalogi. Po zamknięciu działalności sprzedał placówkę niemieckiemu księgarzowi Ernstowi S. Mittlerowi, co mogło być wywołane naciskiem władz pruskich, by nie łączył działalności nauczyciela z handlem. 
Według Marcelego Mottego kompanijki nadzwyczaj lubił, szczególnie partyjki wista i nie wista..., z którego to powodu źle mu się powodziło. Jarosław Maciejewski tak o nim pisał: Pedagogiem był Szumski miernym, człowiekiem słabym, przy tym intrygantem i oportunistą, tak że nie zyskał większego uznania ani u władz, ani wśród kolegów, ani też uczniów. Pozytywnie wyrażał się o pokonaniu Napoleona przez wojska koalicyjne - jednym z przejawów tego była sztuka Piotr Wielki czyli miłość monarchy do narodu osobiście wręczona przez autora carowi podczas jego pobytu w Wałczu. Otwierając księgarnię pisał, że robi to w momencie gdy wspaniałomyślni Monarchowie wracając błogodarny pokój ludom Europy zabezpieczyli oraz i Polakom byt, język i narodowość.

## Dzieła
Był autorem następujących dzieł:
- Krótki rys historii literatury polskiej od najdawniejszych do teraźniejszych czasów (Berlin, 1807),
- Wypisy polskie dla Niemców (Poznań, 1808),
- Zasady życia szczęśliwego (Poznań, 1808),
- Dokładna nauka języka i stylu polskiego (dwa tomy, Poznań, 1809),
- Myśli ogólne o polepszeniu handlu, rolnictwa, przemysłu i edukacji narodowej w Księstwie Warszawskim (Poznań, 1811),
- Piotr Wielki czyli miłość monarchy do narodu (tragedia wystawiona w Poznaniu w 1816),
- Dobra rada dla matek względem najważniejszych punktów fizycznego wychowania dzieci (Wrocław, 1819),
- Wypisy polskie (dwa tomy, Poznań, 1821),
- Mowa o najważniejszych powinnościach młodzieży... (Poznań, 1827)[2][3] - podkreślał w tej pracy pruski punkt wychowywania młodych ludzi jako aprobowany przez siebie.

Ponadto był autorem gramatyki francuskiej w języku polskim i niemieckim, gramatykę polską dla Niemców i podręcznik języka rosyjskiego dla samouków (1813).

## Rodzina
Miał syna, który zginął w bitwie pod Grochowem.